# Hotaru Yamaguchi
Hotaru Yamaguchi山口 螢 (Yamaguchi Hotaru), né le 6 octobre 1990 à Nabari, est un footballeur international japonais qui évolue au poste de milieu défensif au V-Varen Nagasaki.

## Biographie
Hotaru Yamaguchi naît le 6 octobre 1990 à Nabari, au Japon. Il rejoint le centre de formation du Cerezo Osaka en 2003 et y demeure cinq ans. 
Promu en équipe première lors de la saison 2009, Yamaguchi fait ses débuts professionnels le 18 octobre 2009, titulaire contre l'Ehime FC en J2 League. Il dispute trois matchs lors de cette saison tandis que le Cerezo retrouve l'élite japonaise.
Yamaguchi vit une saison 2010 difficile où il ne joue que deux matchs de championnat. Il découvre la J1 League le 27 juillet 2010 en étant titularisé contre le Shimizu S-Pulse (défaite 3-2).
Au vu de ses performances avec le Cerezo, Yamaguchi est convoqué par Alberto Zaccheroni en équipe du Japon au mois de juillet 2013 pour la Coupe d'Asie de l'Est 2013. Le 21 juillet 2013, il honore sa première sélection en débutant contre la Chine lors du premier match de la phase finale de la compétition (3-3),. Il est titularisé à deux reprises sur les trois matchs de la sélection et entre en jeu contre la Corée du Sud, rencontre qui se termine par un succès 1-2 et entérine le sacre des Japonais. Yamaguchi reçoit le trophée du meilleur joueur de la compétition.
Le 22 décembre 2015, Yamaguchi rejoint Hanovre 96.
Le 19 décembre 2018, le Vissel Kobe annonce le transfert de Yamaguchi pour la saison 2019.
Le 13 décembre 2020, en demi-finale de la Ligue des champions de l'AFC, Yamaguchi ouvre le score en début de seconde mi-temps face à l'Ulsan Hyandai mais les Sud-Coréens parviennent à s'imposer 2-1, grâce à un but sur pénalty à la fin des prolongations.

## Palmarès

### En club
En 2017, Yamaguchi remporte ses deux premiers trophées avec le Cerezo Osaka, la Coupe du Japon et la Coupe de la Ligue.
Avec le Vissel Kobe, Yamaguchi remporte la Coupe du Japon en 2019 et la Supercoupe en 2020.

### En sélection
Avec l'équipe du Japon des moins de 23 ans, Yamaguchi remporte les Jeux asiatiques en 2010.
Il remporte la Coupe d'Asie de l'Est en 2013 avec l'équipe du Japon.

### Distinctions personnelles
En 2013 et 2017, Yamaguchi fait partie de l'équipe-type de la J1 League. En 2020, il reçoit le trophée individuel du Fair-play. 
Avec la sélection japonaise, il est nommé meilleur joueur de la Coupe d'Asie de l'Est 2013.